# Freddie Norwood
Freddie Norwood est un boxeur américain né le 14 février 1970 à Saint-Louis, Missouri.

## Carrière
Passé professionnel en 1989, il remporte le titre vacant de champion du monde des poids plumes WBA le 3 avril 1998 après sa victoire aux points contre Antonio Cermeno. Norwood conserve sa ceinture à 6 reprises puis perd face à Derrick Gainer le 9 septembre 2000. Il met un terme à sa carrière en 2011 sur un bilan de 43 victoires, 4 défaites et 1 match nul.